# Stephen Wurm
Stephen A. Wurm, auch Stefan Wurm, (geboren als Istvan Adolphe Wurm 19. August 1922 in Budapest; gestorben 24. Oktober 2001 in Canberra) war ein austro-australischer Linguist.

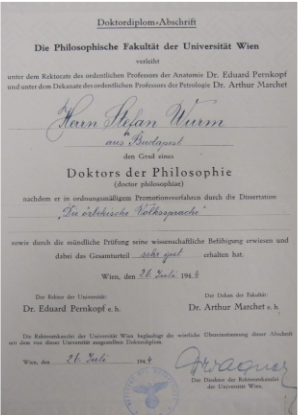
Doktordiplom Universität Wien (1944)

## Leben
Stefan Wurm war ein Sohn des aus Pressburg stammenden leitenden Versicherungsmathematikers Adolf Wurm und der aus Siebenbürgen stammenden Ungarin Anna Navroczky, er hatte eine ältere Schwester. Der Vater, der nach 1918 statt der ungarischen die tschechoslowakische Staatsbürgerschaft gewählt hatte, starb vor seiner Geburt. Wurm wuchs bilingual in Wien auf, er war außerordentlich sprachbegabt. Wurm war in Österreich später staatenlos, was ihn nach 1939 vor der Einberufung in die Wehrmacht bewahrte. Von 1940 bis 1942 studierte er an der Hochschule für Welthandel in Wien und danach am Institut für Orientalistik der Universität Wien. Er wurde 1944 mit der Dissertation „Die özbekische Volkssprache“ promoviert. Im Nebenfach studierte er am damaligen Wiener Institut für Völkerkunde und entwickelte bei Pater Wilhelm Schmidt ein Interesse für die Sprachenvielfalt des Südpazifiks. Er heiratete 1946 die Ethnologin Helene Gröger (1921–2005).
Von 1945 bis 1951 arbeitete er als Lektor am Institut für Linguistik (Altaische Sprachen) der Universität Wien.
Er publizierte 1951 ein linguistisches Werk zur Sprache der Kiwai. 1952 gingen sie nach England und 1954 nach Australien. Stephen Wurm erhielt 1954 eine Stelle an der Universität Sydney und 1957 eine Professur in Canberra an der Australian National University (ANU). Sie erwarben 1957 die australische Staatsbürgerschaft. Im Jahr 1956 gründete er gemeinsam mit Arthur Capell die Oceania Monographs in Linguistics.
An der ANU wurde er im Jahr 1968 Institutsvorstand des neugeschaffenen Departments of Linguistics. Gemeinsam mit seiner Frau arbeitete er auf mehreren linguistischen Forschungsreisen bei Ethnien in Papua-Neuguinea, in Arnhemland, auf Bathurst Island und Melville Island, bei Port Keats und in Mowanjum in den Kimberleys, wobei sie sich wissenschaftlich nicht ins Gehege kamen, da sie ethnologischen und er linguistischen Fragestellungen nachging. Seine Sprachaufnahmen von Aboriginal languages gehören zu den ältesten Aufzeichnungen in Australien. Ab 1992 war Wurm Weltkoordinator des Atlas of the World’s Languages in Danger of Disappearing der UNESCO.
Wurm wurde 1987 als Member in den Order of Australia aufgenommen.

## Schriften (Auswahl)
- New Guinea Area Languages and Language Study: Papuan languages and the New Guinea linguistic scene. Dept. of Linguistics, Research School of Pacific Studies, Australian National University, 1975, ISBN 978-0-85883-131-5.
- Languages of Australia and Tasmania. Mouton, 1972, ISBN 978-90-279-2184-0
- Papuan languages of Oceania. Tübingen : Narr, 1982
- Atlas of the world's languages in danger of disappearing. UNESCO, 2001, ISBN 978-92-3-103798-6
- mit Suzanne Kite: The Duungidjawu Language of the Southeast Queensland: Grammar, Texts and Vocabulary. Pacific Linguistics, Research School of Pacific and Asian Studies, Australian National University, 2004, ISBN 978-0-85883-550-4
- mit Peter Mühlhäusler, Darell Tryon: Atlas of Languages of Intercultural Communication in the Pacific, Asia, and the Americas: Vol I: Maps. Vol II: Texts. Walter de Gruyter, 1996, ISBN 978-3-11-081972-4